# Erich Riedler
Erich Riedler (* 10. März 1944 in Dillenburg; † 22. März 2019) war ein deutscher Diplomat.

## Leben
Nach dem Studium des Alt- und Neugriechischen, des Arabischen und Türkischen sowie der Geschichte des Nahen Ostens an den Universitäten Athen, Beirut und Istanbul, das er mit dem Bachelor of Arts (1970) und später auch mit einem Master-Degree des „Middle Eastern Area Program“ der Universität Beirut (1972) abschloss, arbeitete er an mehreren Goethe-Instituten sowie der Universität Athen als Deutschlehrer. Nach dem Eintritt in den Auswärtigen Dienst 1973 folgten Verwendungen an den Botschaften in Syrien und in Kuwait sowie im Auswärtigen Amt Bonn. Von 1985 bis 1988 war er Ständiger Vertreter des Botschafters in Paraguay. Nach einer erneuten Verwendung im Auswärtigen Amt in Bonn wurde Erich Riedler 1991 Leiter des Wirtschaftsreferats an der Botschaft in Griechenland. Von 1994 bis 1997 war er Ständiger Vertreter des Botschafters in Pakistan und daraufhin zwei Jahre Botschafter der Bundesrepublik Deutschland in Panama. Von 1999 bis 2002 fungierte er als Vortragender Legationsrat 1. Klasse und Leiter des Referats für humanitäre Hilfe im Auswärtigen Amt Berlin sowie dann bis August 2005 als Botschafter in Neuseeland. Anschließend war er bis zu seiner Versetzung in den Ruhestand Botschafter in La Paz (Bolivien).